# Josef Lada
Josef Lada (17. prosince 1887 Hrusice – 14. prosince 1957 Praha) byl český malíř, ilustrátor, karikaturista, scénograf a spisovatel. V raném dětství přišel o oko, což se krom dalšího projevilo na jeho charakteristickém plochém, kresebném stylu s využitím silných obrysů a linií. Mezi jeho nejznámější díla patří ilustrace k Osudům dobrého vojáka Švejka a řada jeho vlastních knih pro děti, např. O Mikešovi (Příhody kocourka, který mluvil) nebo O chytré kmotře lišce. Ve své volné výtvarné tvorbě se opakovaně vracel k motivům vodníků, rusalek a ponocných. Již za svého života patřil v Československu mezi široce uznávané umělce.

## Životopis

### Dětství
Narodil se hrusickému ševci Josefu Ladovi (1847–1904) a jeho manželce Alžbětě, rozené Janovské (1843–1912), jako nejmladší z pěti dětí. Měl o šestnáct let staršího bratra Františka (* 1871) a sestry Antonii (1877–1898) a Marii (* 1881). Jménem Josef byl pokřtěn jako druhý (starší sourozenec stejného křestního jména se narodil v květnu 1873 a zemřel jako půlroční na onemocnění spálou). 
Přestože řada předků z rodu Ladů byla v Hrusicích rychtáři, žila celá rodina v chalupě s jednou obytnou místností na udusané hlíně.
Jako půlroční chlapec upadl na knejp (ševcovský nůž) a poranil si oko. Proto viděl jen na jedno a chybělo mu prostorové vidění, což ovlivnilo jeho výtvarné vyjadřování.
V pěti letech nastoupil do hrusické základní školy. Ve škole kreslil domácí zvířata a jednoduché kresby pro pobavení spolužáků. Základní školu ukončil v dubnu roku 1901 a jako třináctiletý byl poslán rodiči do Prahy, aby se vyučil malířem pokojů. V těžkých podmínkách učení vydržel jen čtyři týdny, než se vrátil zpátky domů. Rok nato odešel opět do učení do Prahy, tentokrát ke knihařskému mistru Janu Karáskovi, který měl dílnu v Ječné ulici.

### Časopisový karikaturista
Lada nadále kreslil a snažil se své kresby udat u redakcí časopisů. Prvního zveřejnění své tvorby se dočkal v roce 1904, kdy jednu kresbu tehdy šestnáctiletého Lady vydal anonymně časopis Máj. Povzbuzen tímto úspěchem se Josef Lada ucházel o přijetí na Umělecko-průmyslové škole, ale neuspěl a byl pouze přijat do večerních kurzů kreslení. Další úspěch přišel o rok později, kdy celou řadu jeho kreseb otiskával humoristický časopis Švanda Dudák. Přes své tvůrčí ambice nebyla jiná jeho díla v té době přijímána a Lada se tak živil pouze kreslením humoristických kreseb a karikatur pro noviny.
Postupem času se rozrůstal počet humoristických časopisů, do kterých Lada přispíval. Krom Švandy dudáka přispíval do Novin mládeže, Veselé Prahy, Besídky malých a do časopisu Neruda, později přejmenovaného na Nového Nerudu. Také se začal sbližovat s anarchistickým hnutím a přispíval do jejich časopisu Chuďas. V roce 1906 se Josefu Ladovi podařilo na druhý pokus dostat na Umělecko-průmyslovou školu. Také získal svou první zakázku na knižní ilustraci pro knihu Pohádka o Honzíkovi a zlatovlasé Isole od Jaroslava Havlíčka.
V roce 1909 se stal redaktorem nově vzniklého časopisu Karikatury. Rok nato podnikl dvě cesty do Německého císařství a byl poprvé otištěn v zahraničním periodiku – italském humoristickém časopise Pasquino.

### Dobrý voják Švejk

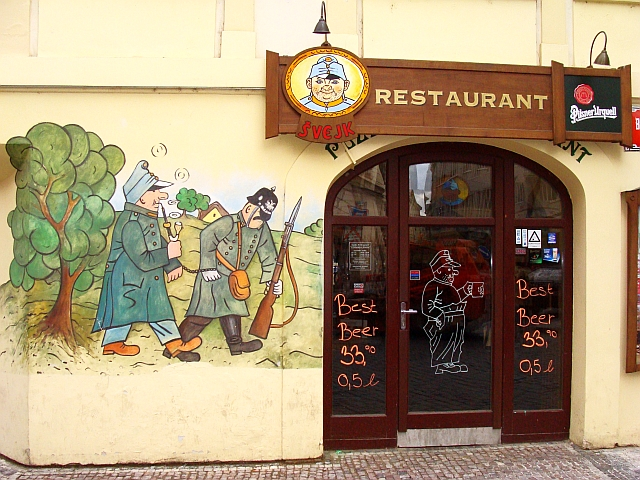
Malba na stěně staroměstské restaurace Švejk napodobuje styl, ve kterém Švejka maloval Josef Lada

V roce 1911 vydal v Karikaturách spisovatel Jaroslav Hašek svou první povídku o dobrém vojáku Švejkovi. Po svém návratu z první světové války požádal Hašek právě Ladu o ilustrování obálek jednotlivých sešitů, ve kterých začínají v roce 1921 vycházet Osudy dobrého vojáka Švejka. Stihly vyjít tři díly než v roce 1923 Jaroslav Hašek zemřel. Lada poté začal vydávat pokračování Osudů dobrého vojáka Švejka ve formě kresebného seriálu.

### Uznávaný umělec a spisovatel dětských knih

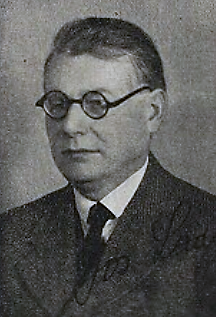
Josef Lada, malíř, 1940

Když v roce 1926 uspořádal spolek Mánes Ladovu první samostatnou výstavu, byl Josef Lada již uznávaným umělcem. Ke konci 20. let začal vydávat vlastní knížky pro děti, které psal i ilustroval, například Říkadla našeho Kadla a Dobrodružství Tondy Čutala. Do řady dalších dětských knih přispíval pouze ilustracemi. V roce 1930 byla uspořádána Ladova druhá samostatná výstava tentokrát v Krásné jizbě v Praze. V témže roce se pustil do nového oboru – scénografie, když byl pověřen vytvořením scénické výpravy k Tylově hře Strakonický dudák pro Národní divadlo. Ve třicátých letech pokračoval s vydáváním knih pro děti a v roce 1933 vydal asi tu nejznámější – O Mikešovi (Příhody kocourka, který mluvil). Další dvě pokračování Cirkus Mikeš a Kludský a Zlatý domov vyšla tři roky poté. V roce 1937 pak Lada vydal další známou pohádkovou knihu O chytré kmotře lišce.

### Vodníci a rusalky
S příchodem druhé světové války Lada přestal kreslit karikatury, stáhl se více do ústraní a zaměřil se na volnou tvorbu. V roce 1942 vydal svou autobiografii nazvanou Kroniky mého života. Toto první vydání bylo ještě poznamenané válečnou cenzurou. Významnou část Ladovy tvorby tvořily ve válečných letech díla s motivy rusalek a vodníků.

### Ponocní a závěr života
Za třetí republiky byl Josef Lada členem Československé strany národně socialistické. V jeho tvorbě se v této době opakoval motiv ponocného. Po únorovém převratu se Lada několikrát pokusil vyhovět alespoň náměty svých děl novým požadavkům socialistického realismu. Jeho čím dál silnější tendence k výběru melancholických témat obrazů byla umocněna smrtí jeho manželky v roce 1951. I přesto nadále maloval a psal pro děti. V roce 1952 poprvé vyšla jeho kniha Josef Lada dětem a od roku 1954 se začíná podílet na realizacích animovaných filmů Čert a Káča a Hrátky s čertem. Josef Lada zemřel v prosinci roku 1957 zatímco byla připravována velká jemu věnovaná výstava k příležitosti jeho nedožitých sedmdesátých narozenin.

### Dcery
Dne 18. června 1923 se oženil s Hanou Budějickou (1888–1950) a narodily se jim dcery Alena (1925–1992) a Eva. Alena Ladová byla rovněž ilustrátorka a malířka. O svém otci napsala v roce 1963 knihu Můj táta Josef Lada, které bylo vydáno přes 9000 výtisků, v knize byly také použity ilustrace z jiných Ladových děl. Dcera Eva se narodila 18. prosince 1928, byla nadaná klavíristka a zahynula v 16 letech při leteckém bombardování u Emauzského kláštera 14. února 1945.

## Umělecký styl
Josef Lada byl samouk, nekreslil ani v přírodě (plenéru), ani podle modelů v ateliéru. Podle uměleckého kritika Jiřího Oliče byl Lada bytostným figuralistou a všechny vyobrazované věci tak pro něj měly hodnotu figury. Cokoli mohlo být antropomorfizováno, v jeho tvorbě se objevují mnohé variace jednotlivých motivů a lidské postavy jsou často stereotypizované.
Ladovy náčrty často obsahovaly mnoho hustě uskupených tmavých čar, z nichž ty, které neodpovídaly jeho představě o díle, jednu po druhé překrýval krycí bílou barvou. Tato krycí běloba na originálech časem často zažloutla, což zakrytým čarám naopak přidává na nápadnosti. Teprve, když byly zakryty nepotřebné linie, zůstala kresba s jedinou silnou linií, která je nejcharakterističtějším znakem většiny Ladových děl.

### Nálepka antimodernisty
Kvůli tomu, že velká část Ladova raného díla vyšla v časopise Švanda dudák, který byl výrazně konzervativním periodikem, byl později Lada zahrnován do názorových skupin vymezujícím se proti vznikající nové vlně modernismu v českých zemích. V době, kdy byly ve Švandovi dudákovi otiskovány Ladovy kresby (1905), v něm byly totiž mimo jiné zároveň zveřejňovány odmítavé reakce na pobuřující výstavu děl Edvarda Muncha v Praze, která byla tehdejšími modernisty naopak přijata s nadšením.

### Vzory
V začátcích své tvorby považoval Lada za své oblíbené malíře Mikoláše Alše, Adolfa Kašpara a Zdenku Braunerovou. Ze zahraniční tvorby ho zaujal například kresebný styl Francouze Charlese Luciena Léandrea.

## Dílo
Působil jako karikaturista, ilustrátor a také jako spisovatel. Byl rovněž autorem výprav, scén a kostýmů k divadelním hrám i operám uváděným Národním divadlem a hlavním výtvarníkem úspěšného českého filmu režiséra Josefa Macha Hrátky s čertem z roku 1956, natočeného podle stejnojmenné pohádkové divadelní hry Jana Drdy.
Vytvořil asi 600 obrazů volné tvorby a okolo 15 tisíc ilustrací. Toto číslo není konečné a stále stoupá – neexistuje soupis díla. Jeho ilustrace inspirovaly českého básníka Jaroslava Seiferta k napsání básnické sbírky Chlapec a hvězdy (1956). Sbírka je malebným slovním doprovodem k Ladovým obrázkům.
Společně s Čapkem, Nezvalem a Vančurou se stal jedním ze zakladatelů tzv. „moderní pohádky“ v české literatuře a obdržel za svoje dílo roku 1947 titul národní umělec.

### Nejznámější obrazy
- Tancovačka (1929)
- Sváteční hospoda (1932)
- Rodná chalupa (1933)
- Zabijačka (1935)
- Triptych s českou krajinou (1935)
- cyklus 4 Dětských her (1936–37)
- Pokoj lidem dobré vůle (1938)
- Velikonoce (1938)
- Vánoce (1938)
- Vodník (1939)
- cyklus 12 měsíců (1941)
- Betlém v zimě (1942)
- Ponocný v letní noci (1942)
- Zima na splavu (1943)
- Rvačka v hospodě (1943)
- Slouha (1945)
- Narodil se Ježíšek (1948)
- Mikuláš, anděl a čert (1948)
- Hastrmanův podzim (1949)
- Ponocný (1947)
- Tichá noc (1951)
- Sáňkující děti (1952)
- Podzim (U ohníčku) (1954)
- Jaro (1954)
- Děti v zimě (1955)
- U vánočního stromku (1955)
- Hastrman v zimě (1957)

### Literární dílo (vlastní s vlastními ilustracemi)

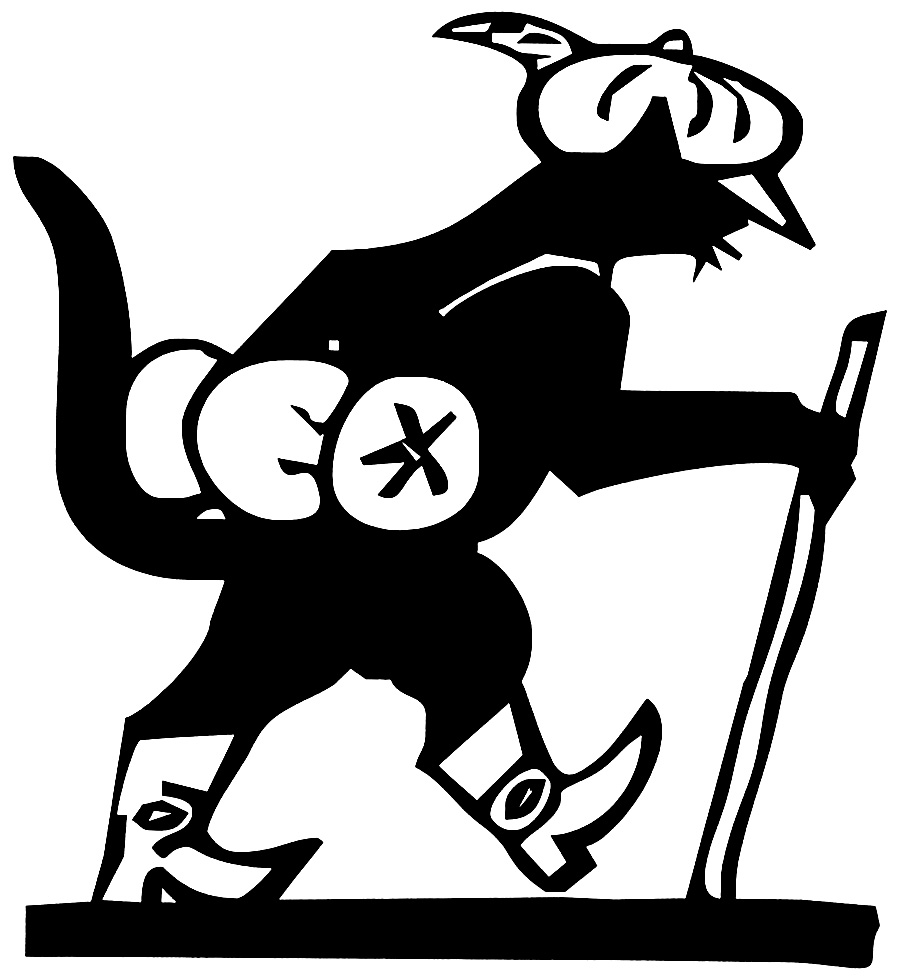
Kocour Mikeš

- Moje abeceda (1911), jako podklad posloužila národní říkadla (jednalo se asi o první barevnou dětskou knížku tohoto druhu),
- Kalamajka (1913), společně s Jaroslavem Haškem,
- Veselý přírodopis (1917),
- Svět zvířat (1919),
- Illustrovaná frazeologie a přísloví (1924),
- Ladovy veselé učebnice (1925, 1931, 1932, jednotlivé díly s názvy Ptáci, Savci, Brouci a hmyz a Vodní živočišstvo),
- Dobrodružství Tondy Čutala (1929),
- Mňoukačky naší kočky (1930),
- Ezopské bajky (1931),
- Halekačky naší Kačky (1932),
- Kocour Mikeš (1934–1936, čtyři díly – O Mikešovi, Do světa, Cirkus Mikeš a Kludský, Zlatý domov), pohádková kniha o mluvícím kocourkovi Mikešovi a jeho neuvěřitelných příhodách, které prožil sám i se svými kamarády, vepříkem Pašíkem a kozlem Bobešem,
- O chytré kmotře lišce (1937), pohádkové vyprávění o chytré lišce, která byla vychována mezi lidmi, naučila se mluvit a psát, a když se dostala na svobodu, proslavila se svými šprýmovnými kousky tak, že se nakonec stala vzorným hajným,
- Vzpomínky z dětství (1937),
- Pohádky naruby (1938), rozmarné, na ruby převrácené pohádky (např. o Popelákovi),
- Bubáci a hastrmani (1938),
- Straky na vrbě (1940), veselé příhody z rodných Hrusic a českého venkova,
- Kronika mého života (1942), autorovy vzpomínky na dětství v Hrusicích, na hry s hrusickými kluky a děvčaty, na první malířské začátky, na svízelnou cestu za uměním a na zážitky a zkušenosti z práce malířské, spisovatelské a redaktorské,
- Nezbedné pohádky (1946),
- Veselé kresby Josefa Lady (1949),
- Josef Lada dětem (1952),
- Říkadla (1955),
- Můj přítel Švejk (posmrtně 1963), kreslený román, jehož text Lada vytvořil jako úpravu světově proslulého Haškova románu Osudy dobrého vojáka Švejka za světové války pod své obrázky,
- Ladovy pohádky (1971), souborné vydání knih Bubáci a hastrmani, O chytré kmotře lišce a Nezbedné pohádky,

### Ilustrace děl jiných autorů
Kromě mnoha pohádek a knih pro děti, které sám napsal ilustroval především:
- Osudy dobrého vojáka Švejka za světové války (pro Švejka nakreslil 1339 kreseb) a další knihy Jaroslava Haška
- Tyrolské elegie, Král Lávra a Epigramy Karla Havlíčka Borovského
- Velká kniha českých říkadel (2008), výběr nejznámějších českých lidových říkadel a písní s ilustracemi Josefa Lady.
- Čáry máry fuk, ať jsem zase kluk! (2012), verše Jiřího Žáčka inspirované ilustracemi Josefa Lady.

Dále ilustroval pohádky Karla Jaromíra Erbena a Jana Drdy a řadu děl méně známých spisovatelů.

### Scénografie (výběr)
- V studni (opera, skladatel Vilém Blodek, Národní divadlo 1934[17])
- Prodaná nevěsta (opera, skladatel Bedřich Smetana, Národní divadlo 1936[18])

### Dokumenty, ve kterých hrál Josef Lada
Vystupoval ve dvou dokumentech Československé televize; oba režíroval herec a režisér Hugo Huška:
- Ladovi furianti (1956).
- Národní umělec Josef Lada (1953).

## Posmrtné pocty a připomínky
- Byl po něm pojmenován asteroid 17625 Joseflada.[19]
- Na jeho počest do prosince 2018 nesl název rychlík Českých drah Praha – České Budějovice Josef Lada.
- Ladova ulice je v Praze, Olomouci, Hradci Králové a dalších městech.
- Památník Josefa Lady je v Hrusicích.
- V Ladově kraji se nacházejí dvě naučné stezky – Cesta kocoura Mikeše a Pohádkové Hrusice.[20]

## Galerie

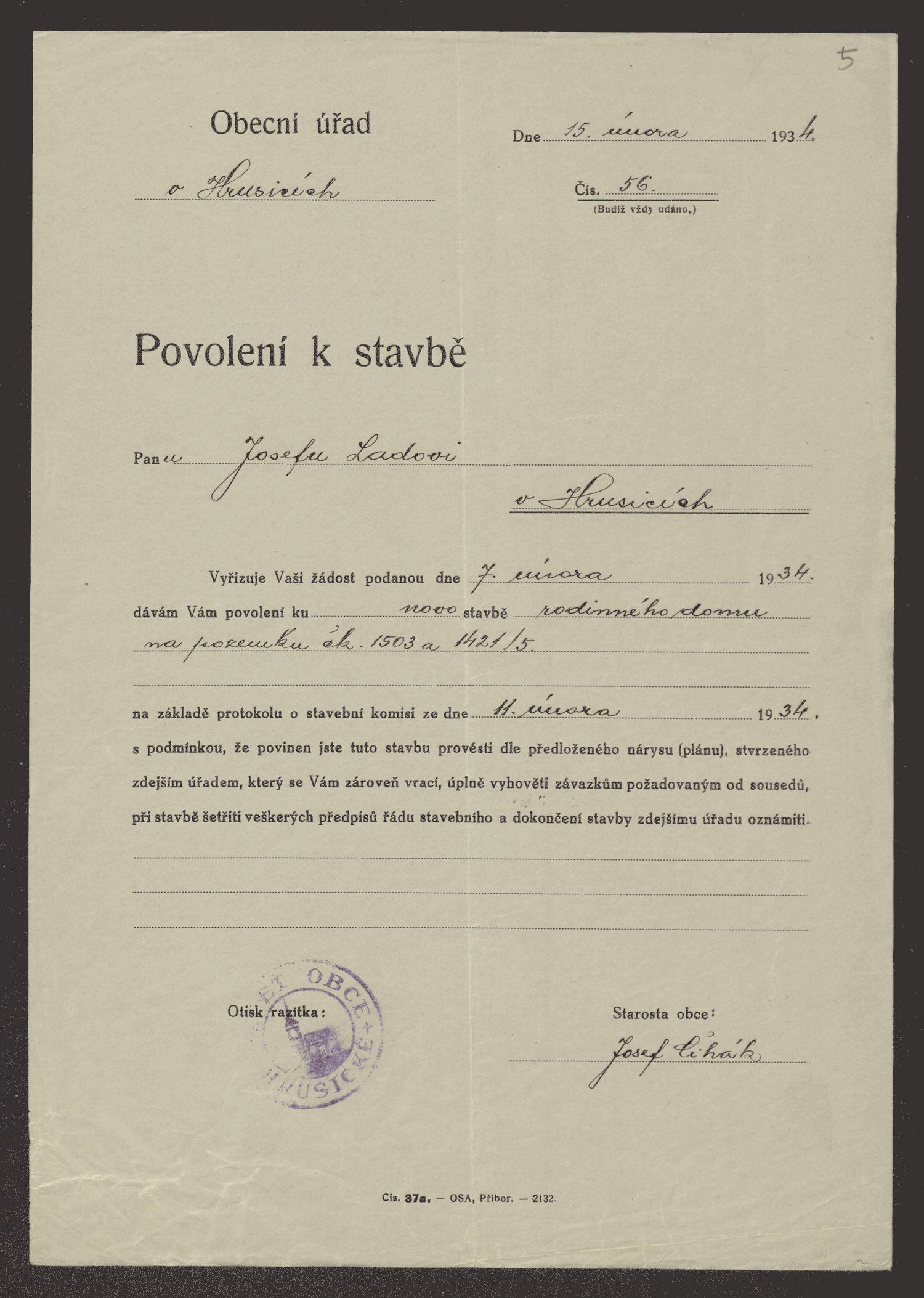
Stavební dokumentace k novostavbě rodinného domu Josefa Lady v Hrusicích z roku 1934
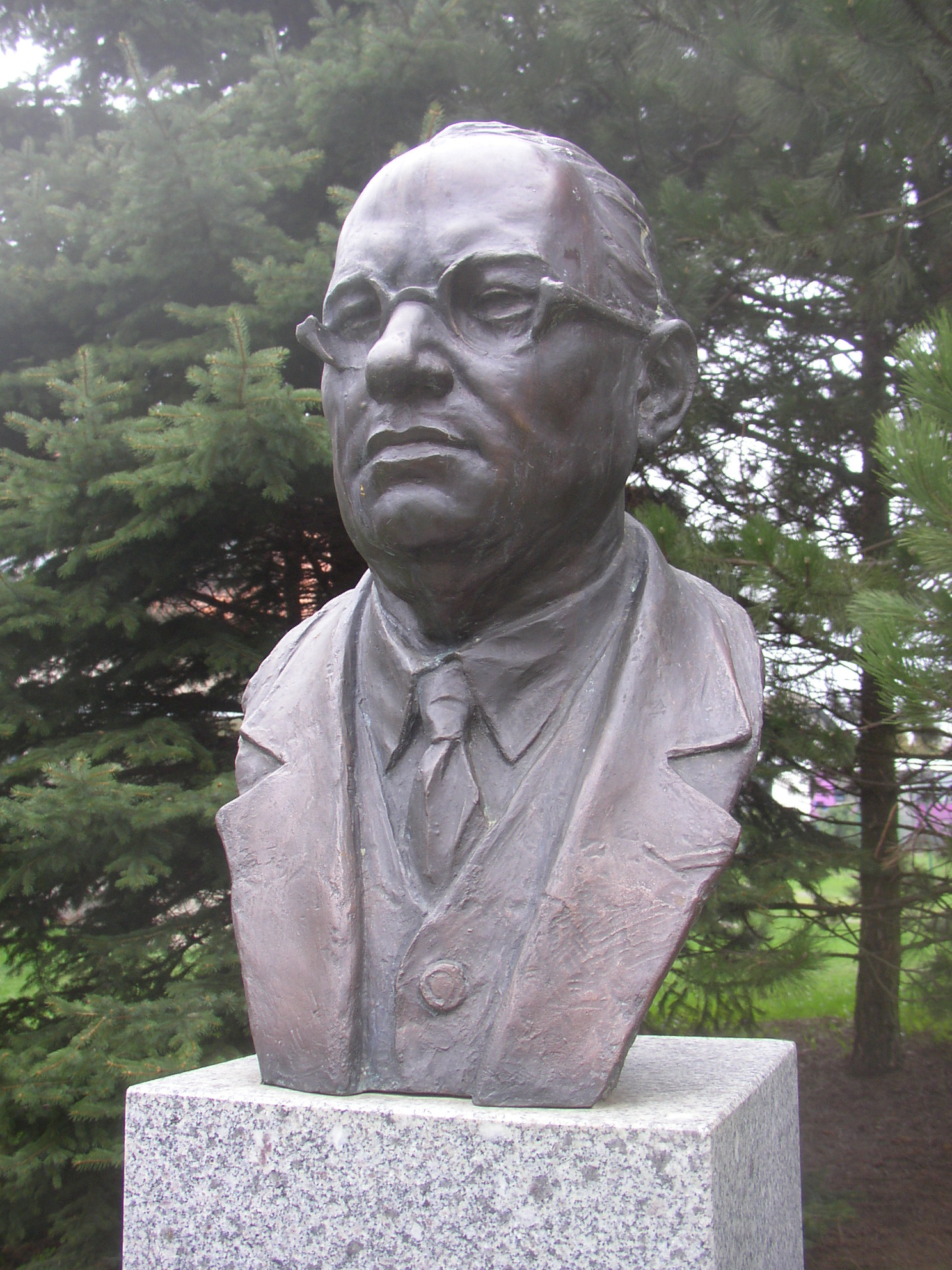
Busta Josefa Lady na pomníku v Hrusicích, dílo Zdeňka Šejnosta z roku 1951
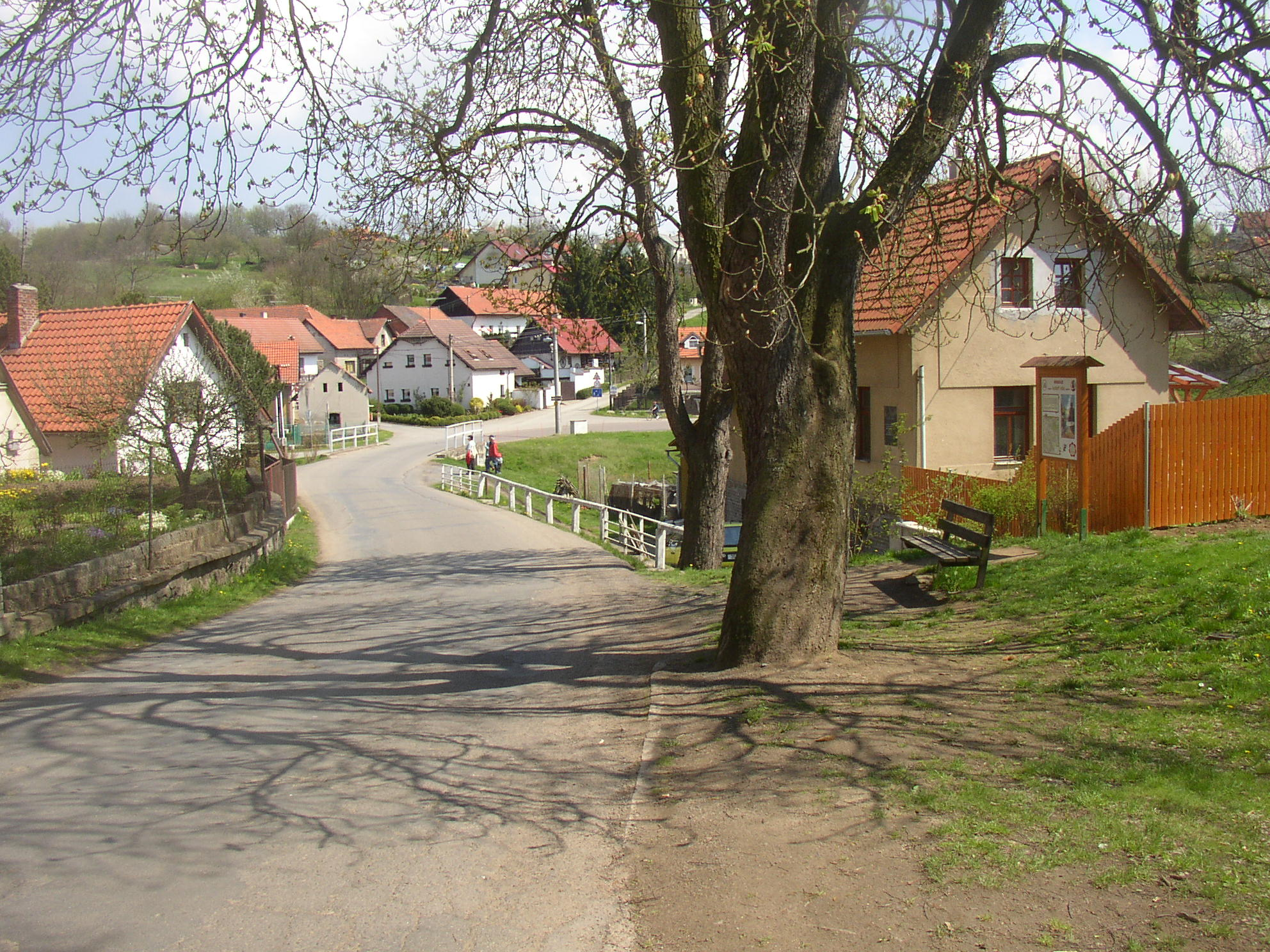
Hlavní ulice u potoka v Hrusicích; na místě domu vpravo stával do roku 1932 Ladův rodný domek
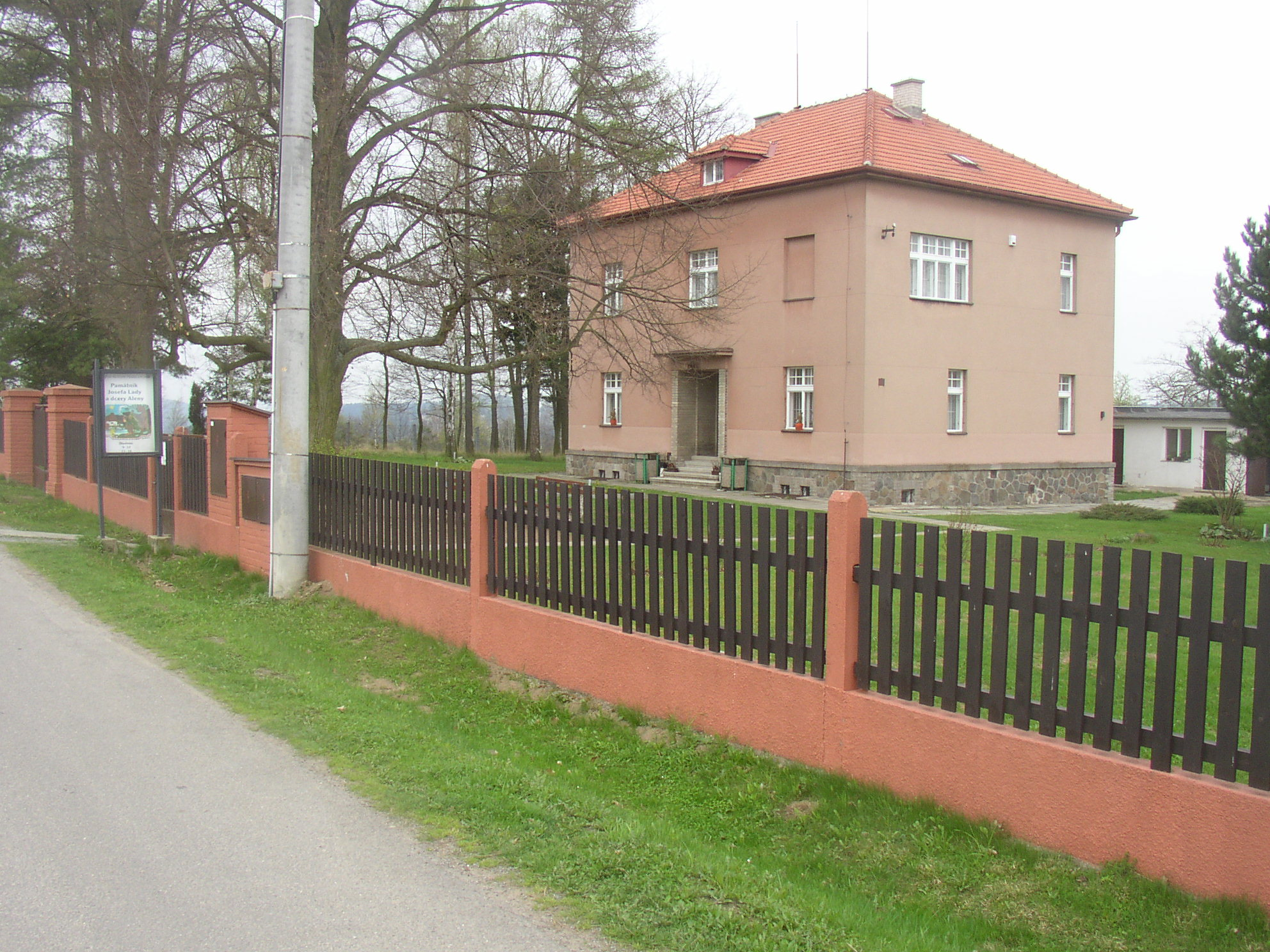
Ladova vila v Hrusicích architekta Čeňka Vořecha, dnes Památník Josefa Lady s expozicí spravovanou Oblastním muzeem Praha-východ
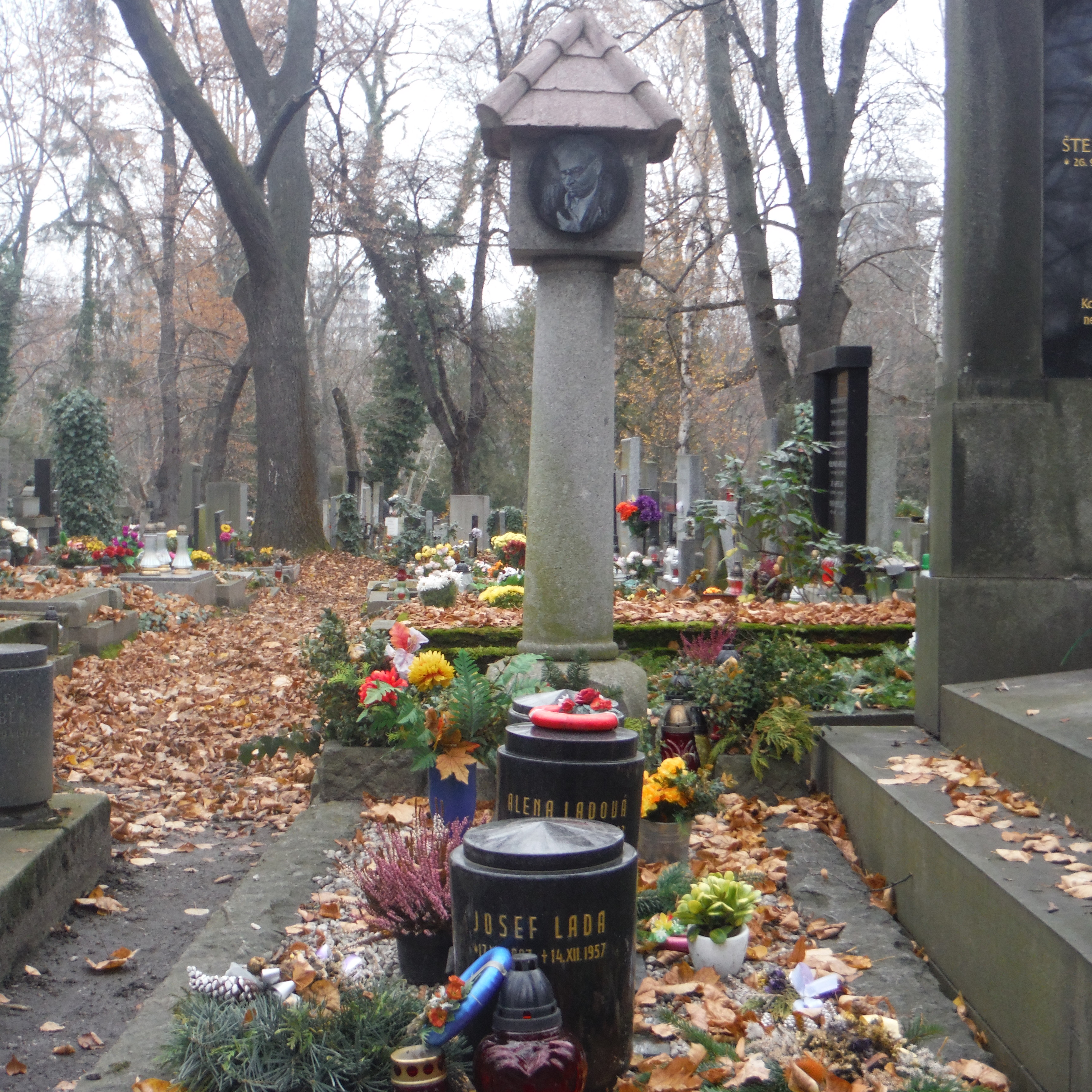
Hrob Josefa Lady na Olšanských hřbitovech